# Pachycefalozaury
Pachycefalozaury (Pachycephalosauria) – infrarząd dwunożnych, roślinożernych dinozaurów ptasiomiednicznych z podrzędu marginocefali. Pachycefalozaury miały szeroki zakres występowania geograficznego i były mocno zróżnicowane.

## Nazwa
Pochodzi od pachycefalozaura, najbardziej znanego przedstawiciela tej grupy i oznacza "grubogłowe jaszczury".

## Wielkość
Niektóre gatunki mogły osiągać 5 m długości, najmniejsze mierzyły jednak nieco ponad 0,5 m.

## Pożywienie
Pachycefalozaury prawdopodobnie były roślinożerne, aczkolwiek niewykluczone, iż mogły wzbogacać swą dietę o owady czy inne małe bezkręgowce.

## Występowanie
Żyły w okresie kredy na obszarze współczesnej Ameryki Północnej i Eurazji. 

## Opis
Posiadały duże, kopulaste i zgrubiałe kości sklepienia czaszki, dlatego nazywa się je również dinozaurami grubogłowymi. Głowy ich mogły być kopulaste, płaskie lub klinowate. Niektóre z nich z tyłu czaszki, jak również na nosie i po bokach głowy posiadały gruzełkowate narośla (Prenocephale prenes), oraz kolce, których przeznaczenie nie jest pewne (Stygimoloch spinifer). U lepiej poznanych gatunków można dostrzec dwa typy sklepienia czaszki. Bardziej wypukłe należały prawdopodobnie do samców. Mogły one pełnić funkcje bodźców wzrokowych.
Głowy pachycefalozaurów są dość ciężkie i dlatego by poszczególne osobniki mogły utrzymać stan równowagi, konieczne było przesunięcie środka ciężkości w kierunku miednicy, pionowe osadzenie czaszki oraz zwiększenie masy i usztywnienie ogona. Duży ciężar czaszki musiał pociągnąć za sobą również zmiany w budowie odcinka szyjnego kręgosłupa, który przybierał zapewne esowaty kształt. Nogi pachycefalozaurów nie były zbyt długie, co sprawiało, że nie mogły z pewnością szybko biegać. Uzębienie pachycefalozaurów miało charakterystyczny liściowaty kształt i było dość prymitywne. 

## Zachowanie
Funkcja grubych głów tych dinozaurów była wielokrotnie dyskutowana. Najbardziej rozpowszechniony pogląd mówi, iż były one używane, podobnie, jak czynią to dzisiejsze krętorogie, do walk samców, u których czaszki są o wiele grubsze i lepiej rozwinięte niż u samic. Walki mogły być toczone o dostęp do samic lub dla ustalania hierarchii i w stadzie. Zaproponowano, iż zwierzęta te mogły ustawiać głowę, szyję i tułów pionowo w jednej linii, co amortyzowało siłę uderzenia. Skamieniałości wskazują jednak, iż głowa z szyją były raczej wygięte na kształt litery S. Poza tym okrągły kształt zmniejszał powierzchnię uderzającą.
Być może więc dinozaury te nie trykały się głowami, ale próbowały zaskoczyć się z boku lub od tyłu, by uderzyć w inne, mniej chronione części ciała. Niewykluczone też, że do starcia zwykle nie dochodziło, a potyczka kończyła się zwykle groźbami i prezentowaniem swej wspaniałej broni przez oponentów, po czym słabszy samiec, o mniej wykształconej czaszce, oddawał pole i do użycia siły nie dochodziło.
Istnieje też hipoteza, że grube głowy używane były do odstraszania czy też nawet atakowania drapieżników, co zdarza się i dzisiaj u wspomnianych już krętorogich.

## Ewolucja
Najwcześniej żyjącymi znanymi nauce pachycefalozaurami są środkowojurajski ferganocefal z Kirgistanu i wczesnokredowy stenopeliks z dzisiejszych Niemiec. Jednak niektórzy naukowcy (Sullivan, 2006) wątpią w ich przynależność do grupy Pachycephalosauria.

## Systematyka
Dinozaury grubogłowe należą do marginocefali, do której zalicza się także ceratopsy.
Systematyka Pachycefalozaurów nie jest jeszcze dobrze rozpoznana. Ich szczątki zwykle są niekompletne, a zazwyczaj mamy do czynienia głównie z pozostałościami czaszki. To na nich opiera się systematyka tych dinozaurów. Występowały w niej liczne błędy, jak np. uznany kiedyś za przedstawiciela pachycefalozaurów mażungatol znany dziś jako teropod mażungazaur z grupy abelizaurów. Podobne wątpliwości dotyczą jawerlandii.
Klasyfikację dodatkowo utrudnia dymorfizm płciowy, a także duże zmiany w organizmie podczas rozwoju ontogenetycznego osobnika.
- Infrarząd Pachycephalosauria (= Pachycephalosauridae sensu Sullivan 2006)
  -  ?Micropachycephalosaurus
  -  ?Ferganocephale
  -  ?Stenopelix
  - Wannanosaurus
    - Nadrodzina Homalocephaloidea
      - Homalocephale
      - Incertae sedis: Ornatotholus
      - Rodzina Pachycephalosauridae (= "Psalisauridae", "Tholocephalidae")
        - Stegoceras
        - Goyocephale
        - Incertae sedis: Gravitholus
          - Podrodzina Pachycephalosaurinae (= "Domocephalinae")
            - Tylocephale
            - Prenocephale
            - Sphaerotholus
            - Colepiocephale
            - Hanssuesia
            - Alaskacephale
            - Plemię Pachycephalosaurini (sensu Sullivan 2006)
              - Stygimoloch
              - Dracorex
              - Pachycephalosaurus

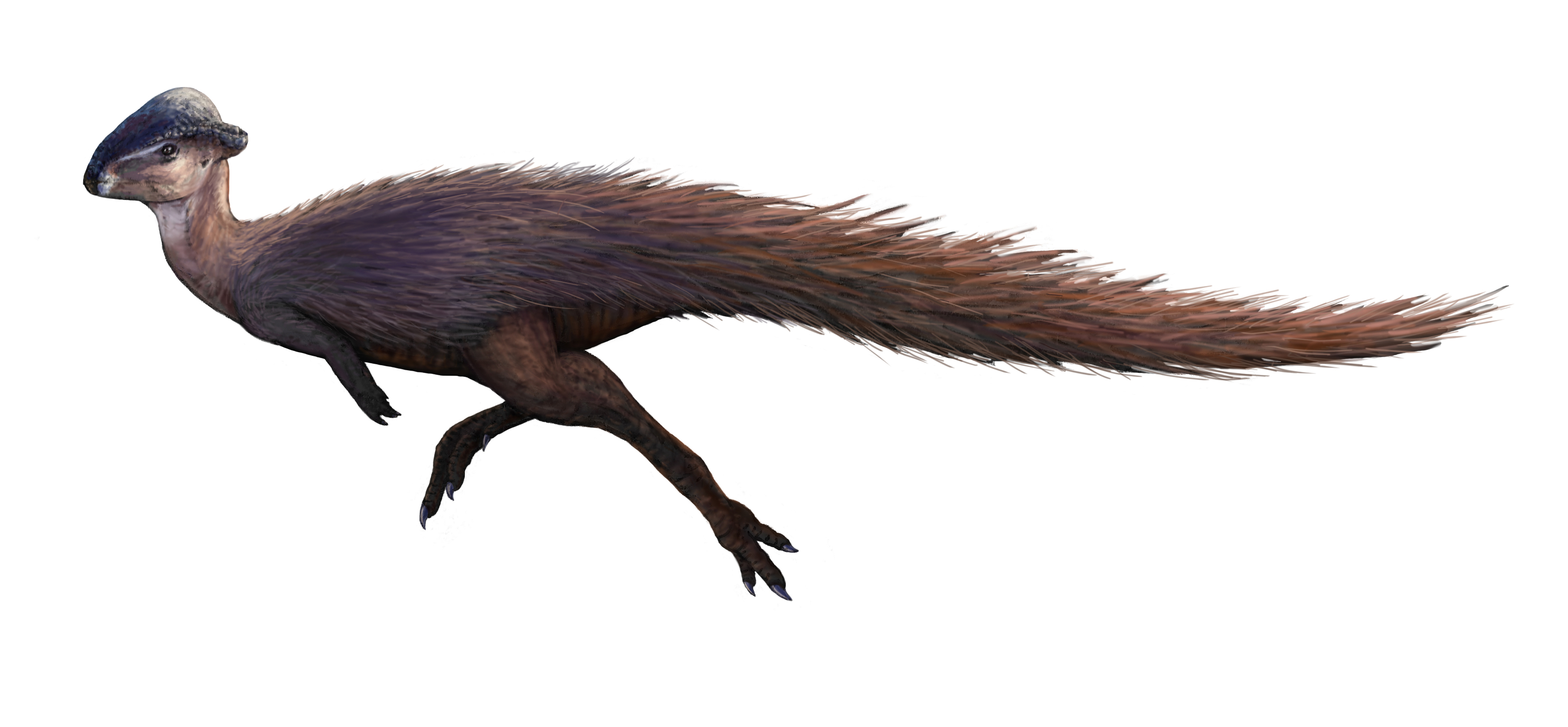
Stegoceras
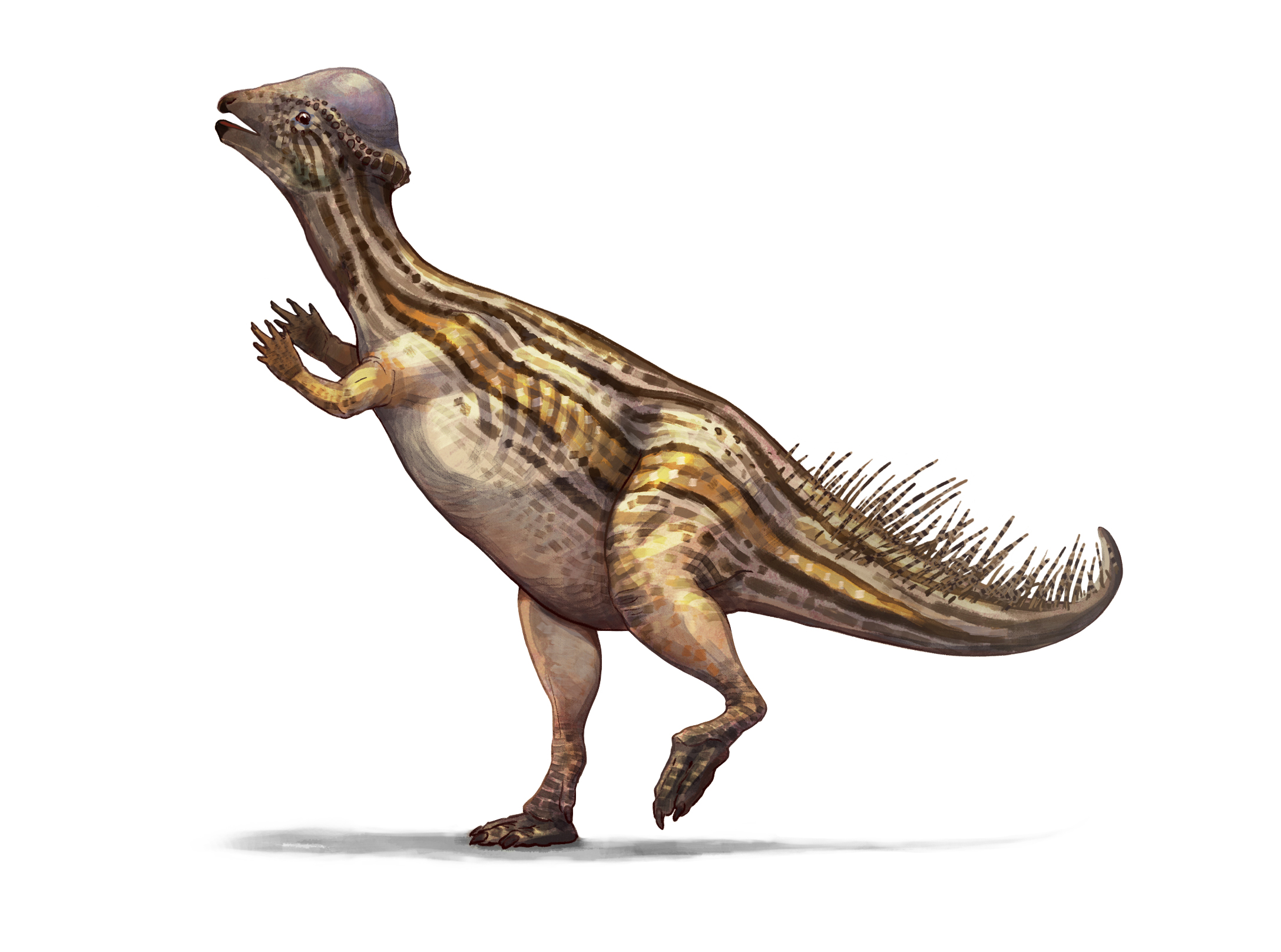
Prenocefal